# Cyprinus rubrofuscus
Espèce
Synonymes
- Cyprinus carpio rubrofuscus Lacépède, 1803[2]

Statut de conservation UICN

 LC  : Préoccupation mineure
Cyprinus rubrofuscus est une espèce de poissons de la famille des cyprinidés. Elle est répandue en Asie de l'Est où elle se rencontre au Laos, au Viêt Nam et de la Chine, des bassins de l'Amour jusqu'au fleuve Rouge. Elle a également été introduite en dehors de son aire de répartition d'origine. C'est la forme sauvage de la carpe koï. Elle est connue pour sa saveur boueuse et son goût sucré, par conséquent, elle n'est généralement pas consommée par les habitants, sauf lorsqu'elle est cuite. 
Dans le passé, elle était considérée comme une sous-espèce de la Carpe commune (ou européenne), souvent sous le nom scientifique C. carpio haematopterus (un synonyme), mais ces deux espèces sont différentes génétiquement, et la méristique (en), ce qui a conduit les autorités récentes à les reconnaître comme des espèces distinctes. Bien que des études antérieures aient également trouvé des différences mineures entre les populations du nord ("haematopterus") et du sud ("viridiviolaceus ") en Asie de l'Est à la fois en méristique et en génétique, des études ultérieures ont montré qu'elles ne sont pas monophylétiques. Cependant, toute structure phylogénétique est difficile à établir en raison des translocations généralisées de la carpe entre différentes régions. L'espèce parente de la carpe koï domestique est une carpe d'Asie de l'Est, probablement C. rubrofuscus (et non C. carpio ).

## Description
Cyprinus rubrofuscus peut atteindre 28 cm.

## Étymologie
Son nom spécifique, du latin rubra, « rouge », et fuscus, « sombre, foncé », lui a été donné en référence à sa livrée brun doré. 